# Pseudogerespa fannius
Pseudogerespa fannius là một loài bướm đêm trong họ Erebidae.